# 渡部建
渡部建（英語：Ken Watabe, 1972年9月23日—）是一位日本主持人，搞笑艺人。

## 生平
1972年出生于东京都八王子市，毕业于神奈川大学经济系，1993年和同届学生儿嶋一哉组成搞笑艺人组合UNJASH。所属经纪公司是人力舍制作。
2017年4月宣布和日本女星佐佐木希结婚，两人育有一子。2020年6月被爆出和多名女性出轨。